# Celexnummer
Celexnummer är ett dokumentnummer som i princip varje rättsligt dokument inom Europeiska unionen tilldelas. Det är uppkallat efter lagstiftningsdatabasen Celex, som var föregångaren till den nuvarande databasen EUR-Lex. Syftet med celexnumren är att göra det lättare att entydigt referera till ett dokument.
Ett celexnummer består av fyra delar: ett sektornummer, ett årtal, en eller två deskriptorbokstäver och ett löpnummer. Exempelvis har celexnumret 32004L0038 sektornumret 3, årtalet 2004, deskriptorbokstaven L och löpnumret 0038. Årtalet är det årtal då dokumentet offentliggjordes i Europeiska unionens officiella tidning, medan löpnumret motsvarar dokumentets nummer. Exempelvis har direktiv 2004/38/EG löpnumret 0038 och förordning (EG) nr 343/2003 löpnumret 0343. Löpnumret består vanligen av tre eller fyra siffror. För fördragen och annan primärrätt motsvarar löpnumret artikelnumret. Exempelvis motsvarar 11986U005 artikel 5 i europeiska enhetsakten.

## Sektornummer och deskriptorbokstäver
Det finns tio olika sektornummer, som var och en motsvarar en viss typ av rättsligt dokument. Inom varje sektornummer finns dessutom deskriptorbokstäver som kodar för olika rättsliga former av dokument:
- 1 = Fördrag
  - K = Fördraget om upprättandet av Europeiska kol- och stålgemenskapen (och konsoliderade versioner)
  - A = Fördraget om upprättandet av Europeiska atomenergigemenskapen (och konsoliderade versioner)
  - E = Fördraget om Europeiska unionens funktionssätt (och konsoliderade versioner)
  - M = Fördraget om Europeiska unionen (och konsoliderade versioner)
  - P = Stadgan om de grundläggande rättigheterna
  - F = Fusionsfördraget, första budgetfördraget
  - R = Andra budgetfördraget, fördraget om vissa ändringar av protokollet om Europeiska investeringsbankens stadga
  - U = Europeiska enhetsakten
  - C = Nicefördraget
  - D = Amsterdamfördraget
  - L = Lissabonfördraget
  - B = Anslutningsfördraget 1972
  - H = Anslutningsfördraget 1979
  - I = Anslutningsfördraget 1985
  - N = Anslutningsfördraget 1994
  - T = Anslutningsfördraget 2003
  - S = Anslutningsfördraget 2005
  - J = Anslutningsfördraget 2011
  - G = Grönlandsfördraget
  - W = Avtalet om Storbritanniens utträde ur Europeiska unionen
  - V = Europeiska konstitutionen

- 2 = Internationella avtal
  - A = Avtal med tredjeländer eller internationella organisationer
  - D = Dokument från organ inrättade genom internationella avtal
  - P = Dokument från parlamentariska organ inrättade genom internationella avtal
  - X = Andra dokument

- 3 = Rättsakter
  - R = Förordningar
  - L = Direktiv
  - D = Beslut
  - S = Allmänna EKSG-beslut
  - M = Beslut om att inte göra invändningar mot en anmäld koncentration
  - J = Beslut om att inte göra invändningar mot ett anmält samriskföretag
  - B = Budget
  - E = Gemensamma utrikes- och säkerhetspolitiken – gemensamma ståndpunkter, gemensamma åtgärder och gemensamma strategier (avdelning V i EU-fördraget före ändringarna i Lissabonfördraget)
  - F = Polissamarbete och straffrättsligt samarbete (avdelning VI i EU-fördraget före ändringarna i Lissabonfördraget)
  - K = EKSG-rekommendationer
  - O = Europeiska centralbankens riktlinjer
  - H = Rekommendationer
  - A = Yttranden
  - G = Resolutioner
  - C = Förklaringar
  - Q = Institutionella bestämmelser: arbetsordningar och interna avtal
  - X = Andra dokument som offentliggjorts i EUT:s L-serie (eller i den gemensamma serien före 1968)
  - Y = Andra dokument som offentliggjorts i EUT:s C-serie

- 4 = Kompletterande lagstiftning
  - A = Avtal mellan medlemsstaterna
  - D = Beslut som fattats av företrädarna för medlemsstaternas regeringar
  - X = Andra dokument som offentliggjorts i EUT:s L-serie
  - Y = Andra dokument som offentliggjorts i EUT:s C-serie
  - Z = Kompletterande lagstiftning

- 5 = Förberedande rättsakter
- 6 = Rättspraxis
- 7 = Nationella införlivandeåtgärder
- 8 = Nationell rättspraxis
- 9 = Parlamentsfrågor
- 0 = Konsoliderade texter
- C = Andra dokument som offentliggjorts i EUT:s C-serie
- E = Dokument från Europeiska frihandelssammanslutningen (Efta)